# 3,5-二羟基苯甲酸
3,5-二羟基苯甲酸是一种有机化合物，化学式为C7H6O4，它是二羟基苯甲酸的同分异构体之一，为无色固体。

## 合成
苯甲酸和发烟硫酸反应，得到3,5-二磺酸基苯甲酸，用碳酸钠转化为磺酸钠盐后，经过碱熔、酸化得到产物。

## 用途
它通过加氢反应可以得到5-羧基-1,3-环己二酮。